# Manoir de Saint-Nicolas
Le manoir de Saint-Nicolas est un édifice situé à Gourin en France.

## Localisation
Le manoir est situé sur le territoire de la commune de Gourin, au lieu-dit Saint-Nicolas, dans le département du Morbihan en région Bretagne.

## Description
Le manoir date du XVIe siècle. Édifice à un étage carré construit en pierre de taille de granite, toiture à longs pans couverte en ardoises ; pignon découvert ; pignon couvert .Escalier de distribution extérieur : escalier droit.

## Historique
Logis du XVIe siècle, partiellement détruit ; les parties agricoles sont datées 1625 et 1711.
Le manoir est inscrit à l'inventaire général du patrimoine culturel.